# Spectroscopie de absorbție
Spectroscopia de absorbție este o tehnică spectroscopică care implică măsurarea absorbției radiației electromagnetice, în funcție de frecvență sau de lungimea de undă, ca urmare a interacțiunii acesteia cu o probă. Aceasta absoarbe energie, adică fotoni, de la câmpul radiant. Intensitatea absorbției variază în funcție de frecvență, iar această variație reprezintă spectrul de absorbție. Spectroscopia de absorbție se realizează în tot spectrul electromagnetic.
Astfel, există câteva categorii majore:
- Spectrometria de absorbție cu raze X
- Spectrometria de absorbție UV-Vis (domeniul ultraviolet-vizibil)
- Spectrometria de absorbție în infraroșu
- Spectrometria de absorbție cu microunde
- Spectrometria de rezonanță electronică de spin
- Spectroscopie de rezonanță magnetică nucleară